# Slow (bài hát của Kylie Minogue)
"Slow" là bài hát của nữ ca sĩ người Úc Kylie Minogue. Bài hát phát hành dưới dạng đĩa đơn đầu tiên bởi hãng thu âm Parlophone, trích từ album phòng thu thứ 9 Body Language (2003) vào ngày 3 tháng 11 năm 2003. Bài hát do Minogue, Dan Carey và Emilíana Torrini sáng tác trong khi được Carey, Torrini và Sunnyroads sản xuất. "Slow" là bài hát nhạc synthpop mà Minogue mời gọi một người "chậm lại" và nhảy cùng cô.
Từ khi phát hành, các nhà phê bình khen ngợi "Slow", với nhiều ý kiến tán thưởng chất giọng gợi tình của cô. Tại lễ trao giải Grammy lần thứ 47, bài hát nhận đề cử cho "Thu âm nhạc dance xuất sắc nhất". Về mặt thương mại, bài hát đạt thành công khi vươn đến ngôi đầu bảng tại nhiều bảng xếp hạng ở các quốc gia như Úc, Đan Mạch, Tây Ban Nha và Anh Quốc. Tại Hoa Kỳ, bài hát cũng giành ngôi quán quân tại Billboard Hot Dance Club Songs. Đến nay, Hiệp hội Công nghiệp ghi âm Úc (ARIA) đã chứng nhận Bạch kim cho bài hát này với doanh số 70.000 bản.
Một video âm nhạc cho bài hát được ghi hình tại Barcelona, Tây Ban Nha với nhiều cảnh Minogue trình bày bài hát lúc đang tắm nắng gần bể bơi Piscina Municipal de Montjuïc. Nhằm quảng bá cho bài hát, Minogue còn trình diễn trong nhiều chương trình truyền hình và toàn bộ các chuyến lưu diễn của cô, ngoại trừ Anti Tour. Năm 2012, Minogue xướng danh "Slow" là bài há yêu thích trong sự nghiệp âm nhạc của mình.

## Sáng tác và phát hành
"Slow" do Minogue, Dan Carey và Emilíana Torrini sáng tác trong khi được Carey, Torrini và Sunnyroads sản xuất. Vào năm 2009, Torrini tiết lộ cách mà cô sáng tác bài hát này, "Mọi chuyện khá kỳ lạ. Tôi vẫn nghĩ người của Kylie cố gắng gọi cho Jamelia nhưng thay vào đó lại gọi nhầm đến số của tôi. Mọi chuyện có lẽ sẽ thú vị hơn nếu diễn ra như cũ".
Về nhạc lý, bài hát này mang giai điệu synthpop lấy cảm hứng từ thập niên 1980. Bài hát sản xuất một cách giản dị và "tối giản", được Sal Cinquemani từ Slant Magazine mô tả như một "hỗn hợp electro-pop/disco với nhịp tanh-tách-và-pop cùng chất giọng ghi đè ngọt ngào". Ngoài ra, bài hát còn có các yếu tố của electroclash và nhạc sàn. Xuyên suốt bài hát, Minogue thúc giục một người đàn ông mà cô gặp tại một hộp đêm hãy "chậm lại" và nhảy cùng cô. Theo Minogue, ca từ của bài hát kể về "cách mà thời gian và không gian có một ý nghĩa khác nhau khi bạn gặp một người [mà bạn rất mến]". Cô còn "yêu thích cách mà bài hát sở hữu hiệu ứng đẩy–kéo; sự kết hợp giữa nhạc khí và ca từ khiến cho bạn có cảm giác ấy". Cuối năm 2012, "Slow" cùng 16 bài hát khác được thu âm lại trong album giao hưởng tổng hợp The Abbey Road Sessions, với mong muốn "tưởng tượng lại những bài hát này khi không còn nét hào nhoáng disco và hiệu ứng giọng hát". "Slow" lần này mang ảnh hưởng của dòng nhạc jazz và trip hop, trong khi Minogue tiếp tục phô bày chất giọng gợi tình xuyên suốt bài hát.
"Slow" phát hành dưới dạng đĩa đơn đầu tiên trích từ album phòng thu thứ 9 của Minogue Body Language vào ngày 3 tháng 11 năm 2003. Bìa trước của đĩa đơn cho thấy Minogue trong chiếc áo crop-top sọc trắng đen, lộ vùng bụng cùng chiếc quần cắt thấp. Hình ảnh của cô có nét tương đồng với nữ diễn viên và ca sĩ người Pháp Brigitte Bardot, người được xem là "ngôi sao nước ngoài đầu tiên đạt được cấp độ thành công quốc tế so với các tài năng bản địa phổ biến nhất nước Mỹ" và là một trong những biểu tượng gợi cảm nổi danh trong thập niên 1950 và 1960. Minogue mô tả buổi chụp ảnh như là "sự pha trộn hoàn hảo giữa ve vãn, đỏng đảnh và rock 'n' roll" và tiết lộ "Chúng tôi đã chụp nó tại một địa điểm phía Nam nước Pháp, thế nên rất [dễ dàng để] tái hiện lại tinh thần của [Brigitte] Bardot. Cô ấy là một biểu tượng tuyệt vời, đặc biệt là thời gian khi cô hợp tác cùng Serge Gainsbourg".

## Tiếp nhận

### Đánh giá chuyên môn

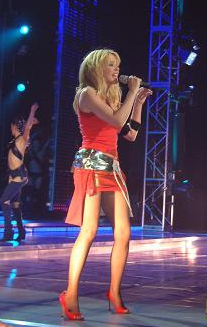
Minogue đang trình diễn tại đêm nhạc Money Can't Buy để quảng bá cho Body Language.

"Slow" được các nhà phê bình khen ngợi. Ethan Brown từ New York đề cao phần sản xuất của bài hát và cho rằng đây nên là "bản mẫu cho các ca sĩ nhạc pop ưa thích nghệ thuật". Adrien Begrand từ PopMatters gọi đây là "một trong những đĩa đơn mạnh mẽ nhất" trong sự nghiệp của Minogue, khen ngợi tính tối giản và cải biên giản dị của bài hát. Đánh giá của tạp chí Spin tán dương chất giọng "mời gọi các chàng trai" của Minogue. Eric Seguy từ Stylus Magazine yêu mến chất giọng mời gọi của Minogue, cho rằng khán giả "sẵn lòng đáp ứng bất kỳ những điều cần thiết để làm cô cảm kích". Sal Cinquemani từ Slant Magazine cảm thấy đây là "một số ít bài hát trong Body Language mang đến nhiệt huyết tại các hộp đêm của Fever". Chris True từ AllMusic chọn đây là điểm nhấn của album Body Language.
Phiên bản The Abbey Road Sessions của bài hát cũng nhận những phản hồi tích cực. Tim Sendra từ AllMusic cảm mến "nhịp trip-hop ngột ngạt" trong bài hát và chọn đây là điểm nhấn của album. Nick Levine từ BBC Music cảm thấy "Slow" là "sự lột xác đáng kinh ngạc nhất" trong album và mô tả là "sự hòa hợp của dòng jazz uyển chuyển, hoàn chỉnh cùng chất giọng đệm". Trong khi Annie Zaleski từ The A.V. Club đề cao "nét quyến rũ uyển chuyển" của bài hát, Philip Matusavage từ MusicOMH lại tán dương các âm hưởng jazz và cho rằng "Kylie và jazz có thể cho ra kết quả mỹ mãn". Dù vậy, Jude Rogers từ The Quietus cảm thấy bài hát "không phản ứng tốt trước sự đối đãi (của dàn nhạc khí)".
Sal Cinquemani từ Slant Magazine gọi "Slow" là "một trong những bài hát nóng bỏng nhất của năm" và đưa vào danh sách "10 Đĩa đơn & Video của năm 2004" ở vị trí thứ 5. Tại lễ trao giải Ivor Novello Awards 2004, "Slow" giành đề cử tại "Bài hát đương đại xuất sắc nhất" và "Bài hát ăn khách của năm" nhưng lần lượt thất bại trước "Stronger Than Me" của Amy Winehouse và "White Flag" của Dido. Tại lễ trao giải Grammy lần thứ 47 diễn ra vào năm 2005, "Slow" giành đề cử cho "Thu âm nhạc dance xuất sắc nhất", nhưng để lỡ vào tay "Toxic" của Britney Spears. Trong ngày lễ Tình nhân năm 2012, tổ chức bản quyền và trình diễn Anh Quốc PRS for Music xuất bản một danh sách gồm "những bài hát gợi cảm nhất" và xếp "Slow" ở vị trí cao nhất. Vào năm 2012, Minogue chọn "Slow" là bài hát yêu thích nhất trong sự nghiệp 25 năm ca hát.

### Diễn biến thương mại
Tại quê nhà Úc, "Slow" đạt đến vị trí đầu bảng và có 11 tuần trụ hạng trên Australian Singles Chart. Hiệp hội Công nghiệp ghi âm Úc sau đó chứng nhận đĩa Bạch kim cho bài hát với doanh số 70.000 bản. Tại Áo, bài hát mở đầu tại Austrian Singles Chart ở vị trí thứ 24, sau đó vươn đến vị trí thứ 20 và có tổng cộng 13 tuần xếp hạng. Tại khu vực Flanders sử dụng tiếng Hà Lan tại Bỉ, bài hát lọt vào bảng xếp hạng Ultratop tại vị trí thứ 15 và sau cùng đạt đến vị trí thứ 9, với tổng cộng 10 tuần trụ hạng. Tại Canada, bài hát đạt vị trí thứ 6 trên Canadian Singles Chart. Tại Đan Mạch, bài hát vươn đến ngôi đầu bảng trên Danish Singles Chart và có 9 tuần xuất hiện trong xếp hạng. Tại Pháp, bài hát đạt đến vị trí thứ 45 và có 18 tuần nằm trong bảng xếp hạng French Singles Chart. Tại Đức, bài hát vươn đến vị trí thứ 8 trên German Singles Chart. Tại Ý, bài hát xuất hiện trên Italian Singles Chart ở vị trí thứ 9 và sau cùng leo lên vị trí thứ 6 với 8 tuần xếp hạng. Tại New Zealand, bài hát đạt vị trí thứ 9 trên New Zealand Singles Chart với 6 tuần xếp hạng. "Slow" còn mở màn ở vị trí quán quân tại Tây Ban Nha.
Tại Anh Quốc, đây là đĩa đơn thứ 7 của Minogue đạt ngôi quán quân trên UK Singles Chart. Bài hát còn giúp cô đạt kỷ lục cho nữ nghệ sĩ có thời gian đạt ngôi dẫn đầu lâu nhất tại Anh. Tính đến nay, đây là đĩa đơn sau cùng của cô đạt đến ngôi đầu bảng tại Anh. Đĩa đơn còn trụ lại ở top 10 trong 2 tuần và ở top 10 trong 14 tuần. Tại Hoa Kỳ, "Slow" dù chỉ vươn đến vị trí thứ 91 trên Billboard Hot 100 nhưng lại là nhà quán quân tại Hot Dance Club Songs. Đây cũng là bài hát xếp hạng sau cùng của Minogue tại Billboard Hot 100 cho đến hiện nay.

## Quảng bá

### Video âm nhạc

Một cảnh trích từ video cho thấy Minogue được quay từ góc máy trên không. Minogue mặc một chiếc váy Balenciaga bó màu xanh đậm trong video.

Video âm nhạc cho "Slow" do Baillie Walsh đạo diễn và Michael Rooney biên đạo. Video ghi hình tại Barcelona, Tây Ban Nha và bắt đầu bằng cảnh một người đàn ông đang nhảy cầu tại hồ bơi Piscina Municipal de Montjuïc rồi sau đó bước ra thềm, nơi nhiều người đang mặc đồ tắm biển đang tắm nắng. Minogue xuất hiện theo một loạt cảnh quay phóng to khác nhau khi đang nằm trên một tấm khăn màu xanh da trời và mặc một chiếc váy Balenciaga bó màu xanh đậm. Các cảnh quay tiếp theo cho thấy cô đang hát theo nhiều góc máy khác nhau, đặc biệt trong đoạn điệp khúc khi chuyển sang góc máy trên không và cho thấy Minogue đang thực hiện vũ đạo theo nhịp điệu đồng loạt cùng những người mẫu bãi biển khác. Nhằm quảng bá cho bài hát, video âm nhạc này được trình làng sớm hơn ngày phát hành đĩa đơn, vào ngày 21 tháng 10 năm 2003. Minogue chia sẻ về video:
"Video này ghi hình tại địa điểm Olympic Diving ở Barcelona. Tôi nằm xuống trong suốt video, điều mà tôi cứ tưởng là một kế hoạch vô cùng gian lận. Thế nhưng khi phải hát trước máy ghi hình lúc mặt trời đang rọi thẳng, nước mắt tôi cứ tuôn mãi thôi! Các video âm nhạc luôn có một khoảnh khắc đau đớn. Hoặc là quá nóng hoặc là quá lạnh hoặc luôn có một điều gì đó. Đó là một phần của cuộc vui, tôi nghĩ thế"
District MTV chia sẻ video cho thấy "tắm nắng đồng bộ vui nhộn hơn những gì ta tưởng". Ben Taylor từ Swide Magazine xếp video vào danh sách "Những khoảnh khắc video âm nhạc xuất sắc nhất" của Minogue.

### Trình diễn trực tiếp

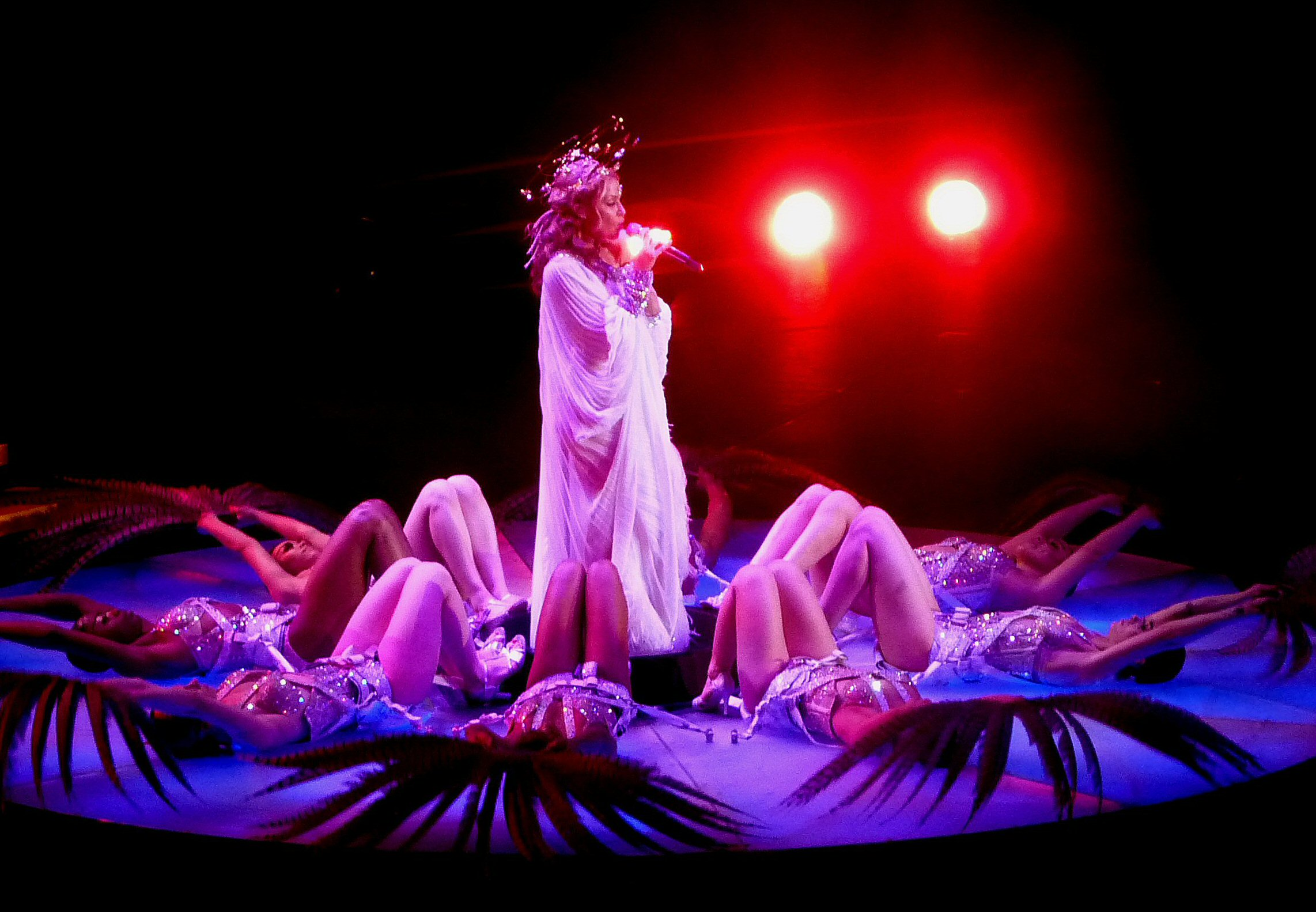
Minogue đang trình diễn "Slow" trong Aphrodite: Les Folies Tour.

Minogue trình diễn "Slow" vào ngày 6 tháng 11 năm 2003 tại Lễ trao giải Âm nhạc châu Âu của MTV. Vào ngày 19 tháng 11 năm 2003, cô trình bày bài hát tại chương trình Victoria's Secret Fashion Show lần thứ 9.
Sau khi phát hành, "Slow" xuất hiện trong hầu hết các chuyến lưu diễn của Minogue, ngoại trừ Anti Tour. Vào năm 2003, cô trình diễn bài hát trong Money Can't Buy, một đêm nhạc cố định quảng bá cho Body Language tổ chức tại nhà hát giải trí Hammersmith Apollo, Luân Đôn. Vào năm 2005, cô trình diễn bài hát này tại Showgirl: The Greatest Hits Tour. Cô không thể hoàn thành chuyến lưu diễn vì được chẩn đoán mắc bệnh ung thư vú và phải hủy các đêm diễn tại Úc. Sau khi trải qua các cuộc điều trị, cô trở lại chuyến lưu diễn dưới cái tên Showgirl: The Homecoming Tour vào năm 2007. Vào năm 2008, cô trình bày bài hát này lần nữa tại KylieX2008. Chương trình quảng bá cho album phòng thu thứ 10 này chia làm 5 màn và "Slow" xuất hiện trong màn thứ 4 mang tên "Xposed". Vào năm 2009, cô trình diễn bài hát trong chuyến lưu diễn đầu tiên của cô tại Bắc Mỹ For You, For Me. Vào năm 2011, cô trình diễn phiên bản jazz của bài hát tại Aphrodite: Les Folies Tour, nơi cô quảng bá cho album phòng thu thứ 11 Aphrodite. Vào năm 2012, Minogue trình bày "Slow" như một phần quảng bá cho The Abbey Road Sessions tại BBC Proms in the Park ở Hyde Park, Luân Đôn. Vào năm 2014, Minogue trình diễn lại bài hát này tại Kiss Me Once Tour. Màn trình diễn sử dụng đèn laser và có xuất hiện lối nhảy break-dance "theo phong cách Matrix".

## Định dạng và danh sách bài hát
- CD đĩa đơn[1]

1. "Slow" - 3:15
2. "Soul on Fire" - 3:32

- Đĩa đơn maxi[1]

1. "Slow" - 3:15
2. "Sweet Music" - 3:32
3. "Slow" (Bản phối lại của Medicine 8) - 6:57
4. "Slow" (Video) - 3:55

- Đĩa đơn maxi 12-inch[1]

1. "Slow" (Bản phối bổ sung) - 6:25
2. "Slow" (Bản phối lại của Radio Slave) - 6:34
3. "Slow" (Bản phối lại của Medicine 8) - 6:57

## Xếp hạng và chứng nhận doanh số
| Bảng xếp hạng (2003-2004)           | Thứ hạng cao nhất |
| ----------------------------------- | ----------------- |
| Úc (ARIA)                           | 1                 |
| Áo (Ö3 Austria Top 40)              | 20                |
| Bỉ (Ultratop 50 Flanders)           | 9                 |
| Bỉ (Ultratop 50 Wallonia)           | 26                |
| Canada (Canadian Singles Chart)     | 6                 |
| Đan Mạch (Tracklisten)              | 1                 |
| Phần Lan (Suomen virallinen lista)  | 3                 |
| Pháp (SNEP)                         | 45                |
| Đức (GfK)                           | 8                 |
| Hy Lạp (IFPI Greece)                | 3                 |
| Hungary (Single Top 40)             | 4                 |
| Ireland (IRMA)                      | 5                 |
| Ý (FIMI)                            | 6                 |
| Hà Lan (Single Top 100)             | 13                |
| New Zealand (Recorded Music NZ)     | 9                 |
| Na Uy (VG-lista)                    | 4                 |
| Tây Ban Nha (PROMUSICAE)            | 1                 |
| Thụy Điển (Sverigetopplistan)       | 16                |
| Thụy Sĩ (Schweizer Hitparade)       | 18                |
| Anh Quốc (OCC)                      | 1                 |
| Hoa Kỳ Billboard Hot 100            | 91                |
| Hoa Kỳ Dance Club Songs (Billboard) | 1                 |
| Hoa Kỳ Pop Airplay (Billboard)      | 35                |

| Bảng xếp hạng (2003)               | Thứ hạng |
| ---------------------------------- | -------- |
| Úc (ARIA)                          | 59       |
| Anh Quốc (Official Charts Company) | 74       |

| Quốc gia                                                                           | Chứng nhận | Số đơn vị/doanh số chứng nhận |
| ---------------------------------------------------------------------------------- | ---------- | ----------------------------- |
| Úc (ARIA)                                                                          | Bạch kim   | 70.000^                       |
| * Chứng nhận dựa theo doanh số tiêu thụ. ^ Chứng nhận dựa theo doanh số nhập hàng. |            |                               |